# Derechos de las mujeres en Colombia
Los derechos de las mujeres en Colombia  están establecidos legalmente en la  Constitución colombiana de 1991 que reconoce el derecho a la integridad corporal y la autonomía; a votar ( véase también: Elecciones en Colombia );  a ocupar cargos públicos; trabajar; a salarios justos o igual salario; a poseer propiedades; a recibir educación; a servir en el ejército en ciertos deberes, pero están excluidas de las unidades de armas de combate; para celebrar contratos legales; y tener derechos matrimoniales, parentales y religiosos.

## Historia

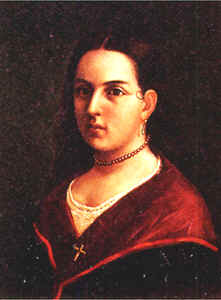
Policarpia Salavarrieta, heroína del Movimiento de Independencia de Colombia

Los derechos de las mujeres en Colombia se han ido desarrollando gradualmente desde principios del siglo XX. El primer nombre de mujer reconocido por la historia de Colombia es Policarpa Salavarrieta (1795-1817) quien espió para las fuerzas independentistas criollas y desempeñó un papel clave en la independencia del imperio español.   
A lo largo de la época colonial, el siglo XIX y el establecimiento de la era republicana, las mujeres fueron relegadas a ser amas de casa en una sociedad dominada por hombres. Por otro lado, las mujeres pertenecientes a grupos indígenas sufrieron la marginación y violencia de los colonizadores españoles. Muchas mujeres indígenas estaban sujetas a la esclavitud, la violación y la pérdida de su identidad cultural.   

### La sociedad Wayuu
En los grupos indígenas con respecto a la relevancia de las mujeres en la comunidad destaca la sociedad Wayuu -presente en Colombia y Venezuela- que con frecuencia han descrito como una sociedad matriarcal en la que el papel de la mujer es central. Sin embargo otras investigaciones apuntan que si bien se trata de una sociedad matrilineal, la mirada desde el llamado "exotismo indígena" ha mitificado algunos aspectos referidos a su poder específico y que si bien las mujeres son importantes en la reproducción y en el cuidado como base de la sociedad, son consejeras, poseedoras de los saberes y dueñas de la preservación de la cultura, ello se sitúa en el espacio privado. En la práctica son los varones quienes deciden sobre asuntos legales, problemas entre clanes y sobre la vida de las mujeres

### Finales delsigloXIX-sigloXX
La educación para las mujeres se limitaba a los ricos y solo se les permitía estudiar hasta la escuela secundaria en el monasterio bajo una educación católica.  
A principios del siglo XX María Rojas Tejada (1890) había estudiado en el exterior y tras ser profesora de la Universidad de Georgetown, regresó a Colombia con el objetivo de promover la educación de la mujer trayendo consigo el innovador método Montessori. En 1914 en Yarumal en la región de Antioquía fundó un Centro Cultural Femenino que no fue muy bien aceptado. Posteriormente se trasladó a Medellín pero fue expulsada de la universidad y presionada por el clero abandonó la ciudad. Su siguiente destino fue Manizales donde columnistas de la prensa local la consideraban una amenaza para la moral y recomendaban a la población no darle alojamiento ni trabajo. Finalmente se estableció en Pereira donde fundó una escuela mixta y laica, se dedicó a la traducción de artículos de feministas europeas y norteamericanas y publicó, entre 1916 y 1918, la revista Femeninas sobre los derechos de la mujer. 
En 1920 se realizó la primera huelga de obreras de Colombia. Fue en la empresa Fabricato en la fábrica de tejidos de Bello, Antioquía iniciada el 14 de febrero fue dirigida y negociada por la obrera Betsabé Espinal (1896-1932). Fue una huelga realizada sin contar con el apoyo de sus compañeros. Betsabé firmó la negociación con un aumento del 40% de los salarios y un acuerdo de 9 horas y 50 minutos de jornada laboral, el suministro de alpargatas y la cesación del acoso sexual por parte de sus jefes.
En los años veinte destacó la líder socialista María Cano (1887 - 1967) quien rompió con la imagen del papel tradicional y subordinado de la mujer en la sociedad colombiana. Encabezó jornadas históricas en defensa de las libertades políticas y los derechos civiles y se convirtió en un símbolo de la organización de los trabajadores. En 1921 participó en la fundación de la revista Cyrano, donde escribe poesía y cuentos. Fue la vicepresidenta del III Congreso Obrero como vicepresidenta, momento en el que se fundó el Partido Socialista Revolucionario. En 1960 en un saludo que envió a la Organización Demócrata de Mujeres en el 8 de marzo recordaba: 

Hice mi primera gira por la región minera de Segovia, en Antioquia, y después recorrí como una bandera todo el país. Desde Buenaventura en el mar Pacífico hasta Santa Marta en el mar Atlántico, mi voz de mujer estimuló las multitudes. Porque fueron multitudes como grandes ríos las que afluyeron a los teatros y plazas públicas a oír el mensaje de lucha que les llevaba. Extraño pero lógico porque ya la mujer no estaba solamente en la casa, en el pequeño taller y en el campo de cultivo, sino también en las grandes fábricas, en el amplio comercio, en oficinas e instituciones. ¿No es lógico igualmente, que la mujer esté con los mismos derechos que el hombre en todos los frentes de la actividad económica, social y política de la nación?
María Cano en 1960.

También una de las artistas más relevantes de la historia de Colombia Débora Arango (1907-2005) desafió el mandato patriarcal tanto en su vida como en su pintura, especialmente comprometida con la política y la sociedad. Destacan las imágenes de mujeres marginales y es además la primera pintora colombiana en pintar desnudos femeninos.
En 1928 la escritora, artista y educadora Georgina Fletcher defendió en la prensa junto al periodista e intelectual liberal Baldomero Sanín Cano el proyecto de ley sobre "los derechos de la mujer colombiana" presentado el 6 de mayo de 1928 en el Congreso por el senador liberal Absalón Fernández de Soto y debatido sin votación porque no se alcanzó el quorum.
Durante la etapa entre 1930 y 1943 se construyen los primeros espacios de conciencia colectiva en relación con la lucha por los derechos de las mujeres. Entre las primeras demandas la reclamación de la independencia económica dentro del matrimonio, del derecho a administrar bienes, el derecho al acceso a la educación y a los cargos públicos. Entre las mujeres que destacan en este periodo están Ofelia Uribe, Clotilde García Borrero y Georgina Fletcher quien en 1930 organizó el Centro de Cultura Femenina y logró, con gestiones ante embajadas y ante el presidente de Colombia, la organización en Bogotá del IV Congreso Internacional Femenino. Las publicaciones de la época son Letras y Encajes y El Heraldo Femenino.
En 1930 llegó al poder el partido liberal tras cuarenta y cinco años de hegemonía conservadora.
Fletchter y un grupo de mujeres en diciembre de 1930 decidieron presentar al presidente Enrique Olaya Herrera una reforma constitucional para dar a la mujer la posibilidad de administrar sus bienes y no su marido, hermano, padre o tutor. Se denominó la  ley sobre Régimen de Capitulaciones Matrimoniales. Ofelia Uribe (1900 - 1988) periodista y activista sufragista, fue la encargada de presentarla provocando una reacción sin precedentes en la prensa para evitar la aprobación de la ley. 
Pero las activistas no cejaron y en 1932 volvieron a presentar la iniciativa, esta vez con más éxito.  
En 1932, se obtuvo el primer reconocimiento de las mujeres como sujetos de derecho mediante la Ley 28, que aprobaba las Capitulaciones Matrimoniales. Un año después en 1933 se dio un nuevo avance con el decreto No.1972 que permitía el ingreso de las mujeres a la secundaria y la universidad. Y la reforma constitucional de 1936 consagró el acceso a cargos públicos aunque aún no se contaba con la ciudadanía ni con el voto.

### Obtención del voto, 1954
Las colombianas tienen derecho a votar desde 1954. El derecho al voto fue otorgado por el dictador colombiano Gustavo Rojas Pinilla tras años de lucha de las mujeres desde la década de 1930 para adquirir la ciudadanía plena. Entre las mujeres más relevantes del movimiento sufragista colombiano se encuentran Esmeralda Arboleda que lideró el movimiento junto Josefina Valencia. Ofelia Uribe.
En 1957, las mujeres votaron por primera vez en Colombia en un plebiscito. La historiadora Lola García Luna señala:

La obtención del voto de las mujeres en Colombia en 1.954, es evidente que no se trata de un acontecimiento único, aislado, pues lo precedió una lucha que se estructura en los años treinta, pero que tiene antecedentes en proclamas anteriores, y donde las mentalidades conservadoras y liberales entraron en juego por un tiempo largo que dura hasta hoy. El cambio para las mujeres, aunque formal en cuanto a la participación política se refiere, fue especialmente el hecho de visibilizarse como sujetos en el sistema político, en el que empezaron a producirse algunas transformaciones, décadas después, como por ejemplo, nuevas leyes o la creación de la Consejería de la Mujer en Colombia, a fines del siglo XX
Lola G. Luna

## Derechos
En 1932 la Ley 28/1932 reconoce la igualdad de derechos civiles a las mujeres de Colombia tras una intensa lucha que lideran Georgina Fletcher y Ofelia Uribe. Se reconoce el derecho de la mujer colombiana a heredar y administrar sus bienes.
Con el decreto 1972 de 1933 y las leyes 1874 de 1932

### Participación política
En 2019 Colombia ocupa el puesto 114 en la lista de presencia de mujeres en el Congreso y en el Senado. Tras las elecciones de 2018 la Asamblea cuenta con el 18,71 % de mujeres 171h/32m y en Senado 20,95 % 105h/22m.

### Derechos educativos

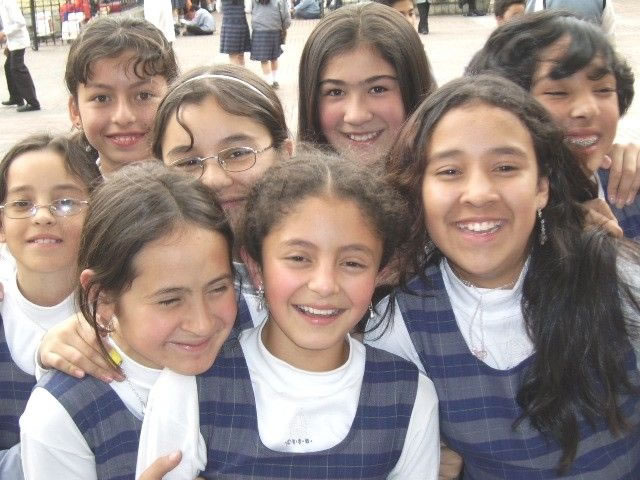
Colegialas en Colombia

Antes de 1933, a las mujeres en Colombia solo se les permitía la escolarización hasta la educación media. El congresista liberal Jorge Eliécer Gaitán defendió el decreto número 1972 de 1933 para permitir a las mujeres recibir educación superior, mientras que el conservador Germán Arciniegas se opuso. El decreto fue aprobado y firmado por el gobierno liberal de Alfonso López Pumarejo . La Universidad Nacional de Colombia, de propiedad estatal, fue la primera institución de educación superior en permitir estudiantes femeninas. Gerda Westendorp fue admitida el 1 de febrero de 1935 para estudiar medicina . Gabriela Peláez, quien fue admitida como estudiante en 1936 y se graduó como abogada, se convirtió en la primera mujer en graduarse de una universidad en Colombia. En 1936, María Carulla fundó la primera escuela de obras sociales con el apoyo de la Universidad Nuestra Señora del Rosario . Después de esto, las mujeres comenzaron a ser vistas por muchos como iguales a los hombres por sus logros académicos, creatividad y disciplina. Al mismo tiempo, los ciudadanos comenzaron a apoyar la idea de ciudadanía para las mujeres siguiendo el ejemplo de otros países. La violencia política constante, los problemas sociales y los problemas económicos se encontraban entre los principales temas de estudio para las mujeres, principalmente en las áreas de violencia familiar y relaciones de pareja, y también en el abuso infantil.

### Derechos de contratos legales
Un grupo de mujeres lideradas por Georgina Fletcher se reunió con el entonces presidente de Colombia, Enrique Olaya Herrera, con la intención de pedirle que apoyara la transformación de la legislación colombiana sobre los derechos de las mujeres para administrar propiedades. La ley se denominó ley sobre el Régimen de Capitulaciones Matrimoniales ("Ley sobre el régimen de capitulaciones matrimoniales") que posteriormente fue propuesta en el Congreso en diciembre de 1930 por Ofelia Uribe como una reforma constitucional. El principal objetivo de la ley era permitir a las mujeres administrar sus propiedades y no a sus esposos, parientes o tutores, como había sido el caso. La medida generó un escándalo en el congreso. No fue aprobada y posteriormente generó persecuciones y conspiraciones contra el grupo de mujeres. Como líder del grupo, Georgina Fletcher fue perseguida y aislada. El Régimen de Capitulaciones Matrimoniales fue presentado nuevamente en el Congreso en 1932 y aprobado en la Ley 28 de 1932 . 

### Vida familiar
La mayoría de los hijos nacen fuera del matrimonio. En la década de 2000, el 55,8% de los nacimientos fueron de madres que cohabitan, el 22,9% de madres casadas y el 21,3% de madres solteras (que no viven con una pareja). La vida familiar ha cambiado en las últimas décadas: en la década de 1970, el 68,8% de los nacimientos fueron dentro del matrimonio; y el divorcio se legalizó en 1991.

## Violencia contra las mujeres
El artículo 42 de la Constitución de Colombia aprobada en 1991 establece que “Las relaciones familiares se basan en la igualdad de derechos y deberes de la pareja y en el respeto mutuo de todos sus miembros. Cualquier forma de violencia en la familia se considera destructiva de su armonía y unidad, y será sancionada de acuerdo con la ley ” 
El 16 de julio de 1996 se promulgó la Ley 294 de 1996, para combatir la violencia intrafamiliar. La violación marital fue criminalizada en 1996.
En 2008, la Ley 1257 de 2008, se promulgó una ley integral contra la violencia contra las mujeres . Un análisis realizado sobre datos de 2014 en relación con la ley señalaba que si bien la ley, que había sido una conquista de los movimientos de mujeres, tenía un enfoque de derechos humanos de las mujeres "en la práctica de los y las operadoras judiciales persiste la necesidad de la conservación de la unidad familiar  por encima de los derechos de las mujeres acudiendo de forma permanente a legislaciones anteriores como la ley 294 y la 575, para definir cosas que ya la ley 1257 ha establecido de forma más progresista para los derechos humanos de las mujeres."
Entre los casos más mediatos de violencia contra las mujeres se encuentra el caso de Lissette Ochoa.

## Aborto
Por sentencia de la Corte Constitucional C-055 del 21 de febrero de 2022, el aborto se volvió libre y legal hasta las 24 semanas de gestación (6 meses).

## Conflicto armado
El conflicto armado interno de Colombia ha repercutido especialmente en la seguridad de las mujeres aumentando los casos de violencia. Según un informe de la Relatoría sobre los Derechos de las Mujeres de la Comisión Interamericana de Derechos Humanos (CIDH) implica ser víctimas y estar expuestas a diferentes formas de violencia contra las mujeres y abuso de sus cuerpos, incluida la violencia psicológica, física y sexual. Se informa que una de cada cinco mujeres desplazadas por el conflicto fueron violadas.